# Cosenza Calcio 1914 2010-2011

## Stagione
La stagione 2010-2011 inizia con l'assunzione del tecnico Domenico Toscano, che torna così a guidare la squadra dopo l'esonero della passata stagione. L'avventura dell'allenatore reggino, termina già durante il ritiro precampionato (svolto a San Giovanni in Fiore) a causa di alcuni contrasti con la dirigenza. Al suo posto viene ingaggiato - il 20 luglio 2010 - l'ex tecnico della Cavese Paolo Stringara. In precedenza era stato assunto anche un nuovo direttore generale, in sostituzione di Massimiliano Mirabelli: si tratta di Renzo Castagnini, reduce da un'esperienza biennale con la Juventus e già ex dipendente del Cosenza, sia come calciatore (1987-1990) che come direttore sportivo (1997-1999). Insieme a lui faranno parte del nuovo staff tecnico altri ex dipendenti del Cosenza, ovvero Alberto Urban (team manager), Nicola Di Leo (allenatore dei portieri), mentre come preparatore atletico viene ingaggiato Roberto Patrignani, già collaboratore di Stringara alla Cavese. Tornano alle dipendenze del Cosenza altre tre vecchie conoscenze del calcio cosentino: Luigi Marulla, Ugo Napolitano e Luigi De Rosa, i quali andranno a lavorare nei vari settori giovanili. Damiano Moscardi diventa invece capo degli osservatori.
Gli abbonamenti staccati sono stati 709.
Stefano Fiore è il nuovo capitano della squadra.
Durante il precampionato il Cosenza perde (2-1) in amichevole contro il Crotone, squadra di categoria superiore. In Coppa Italia di Lega Pro i lupi al San Vito eliminano ai calci di rigore la Lucchese (1-1 alla fine dei 90'), mentre sette giorni dopo, all'Olimpico vengono sconfitti solo ai supplementari (3-1) e in inferiorità numerica dal Torino.
All'esordio in campionato, il Cosenza, al San Vito, supera 2-1 la neopromossa Juve Stabia, mentre alla seconda giornata ottiene un pari (0-0) sul campo della Ternana. Seguono altri due pareggi consecutivi: uno al Lamberti di Cava contro la Cavese (2-2) e un altro casalingo (0-0) contro il Taranto. Arriva poi, alla quinta giornata, la prima vittoria esterna al Porta Elisa di Lucca contro la Lucchese (1-0). Segue uno 0-0 in casa con il Pisa e tre sconfitte consecutive: uno 0-2 al Cosimo Puttilli contro il Barletta, un 1-2 casalingo con il Benevento che costa la panchina a Paolo Stringara poi sostituito da Mario Somma e un 1-2 al San Francesco D'Assisi contro la Nocerina. In seguito il Cosenza ha ottenuto due successi di fila: un 1-0 casalingo con il Foligno e un 1-3 al Vincenzo Presti contro il Gela. La striscia di vittorie si ferma in casa contro la Virtus Lanciano, che impone il pari ai rossublù. Nella giornata successiva la squadra ottiene un altro pareggio contro l'Andria, mentre arriva poi una sconfitta casalinga contro il Siracusa (1-2). In seguito alla sconfitta col Siracusa, Mario Somma decide di abbandonare il modulo tattico 4-2-3-1 in favore del 3-5-2. La prima partita con il nuovo modulo è quella contro il Viareggio (1-1). Segue la vittoria in casa contro l'Atletico Roma (1-0). La striscia positiva prosegue anche allo stadio Zaccheria contro il Foggia di Zdeněk Zeman: il risultato è di 2-1 per il Cosenza. Striscia positiva che si interrompe nella sfida del Romeo Menti: la Juve Stabia si impone sul Cosenza per 2-1 e manda i lupi, prima della sosta natalizia, fuori dalla zona play-off.
Durante la pausa del campionato, c'è da registrare una novità a livello societario: dopo otto anni Paolo Fabiano Pagliuso torna a ricoprire il ruolo di Presidente.
Il nuovo anno inizia con due pareggi casalinghi, uno contro la Ternana (1-1) e l'altro contro la Cavese (0-0). Dopo quest'ultimo risultato l'allenatore Mario Somma, il direttore generale Renzo Castagnini ed il team manager Alberto Urban si dimettono, ritorna come allenatore Mimmo Toscano, come dg ritorna invece Massimiliano Mirabelli, al posto dell'allenatore in seconda Luigi De Rosa ritorna Michele Napoli ed infine al posto di Giuseppe Pincente c'è il ritorno di Roberto Bruni. L'esordio stagionale in panchina di Toscano coincide con l'eliminazione dalla Coppa della Lega Pro al Romeo Menti contro la Juve Stabia per 4-2. In campionato la situazione non è migliore: il Cosenza infatti, perde 1-0 a Taranto e 4-2 in casa contro la Lucchese.
Dopo quest'ultima sconfitta Domenico Toscano e Massimiliano Mirabelli decidono di dimettersi a causa di alcune intransigenze con la società; il nuovo allenatore è Luigi De Rosa, e vengono confermati negli stessi ruoli Michele Napoli e Nicola Di Leo; torna come preparatore atletico Giuseppe Pincente, mentre il nuovo collaboratore tecnico è Luca Altomare, il nuovo team manager è Andrea Gervasi, il nuovo coordinatore dell'area tecnica è Luca Bruni. A livello societario invece Eugenio Funari acquistando le quote in possesso dei Pagliuso (88%), diventa il nuovo socio di maggioranza del club rossoblu.
L'esordio stagionale di De Rosa avviene nella trasferta contro il Pisa dove il Cosenza pareggia per 2-2. Seguono poi un 1-1 casalingo contro il Barletta, una sconfitta in trasferta contro il Benevento (3-1), un altro pareggio casalingo contro la capolista Nocerina (1-1) e l'ennesimo pareggio, questa volta in trasferta contro il Foligno (0-0) che vede i lupi in zona play-out con 28 punti in classifica. Dopo 11 giornate senza vittorie tra campionato e coppa (6 pareggi e 4 sconfitte), la squadra inanella due vittorie consecutive: in casa contro il Gela (2-0) e in trasferta contro la Virtus Lanciano (0-2). Dopo due vittorie consecutive i lupi perdono in casa lo scontro diretto con l'Andria (0-1) ritornando così in zona play-out. Dopo questa sconfitta casalinga, i rossoblu ottengono un pareggio in trasferta contro il Siracusa (1-1), una vittoria casalinga contro il Viareggio (2-1) ed una sconfitta esterna contro l'Atletico Roma (4-1), piazzandosi in zona play-out. La stagione si chiude con una vittoria casalinga contro il Foggia (1-0), che, data la vittoria esterna dell'Andria sulla Ternana, costringe la squadra i play-out contro il Viareggio. All'andata i calabresi vengono sconfitti per 3-1 a Viareggio, e nel ritorno in casa arriva un'altra sconfitta, stavolta per 0-1: con questo risultato il Cosenza retrocede in Lega Pro Seconda Divisione.
Sul finire di stagione ci sono problemi societari che coinvolgono anche la squadra: per protesta verso la società i suoi calciatori in qualche occasione scioperano agli allenamenti, alcuni calciatori abbandonano la squadra prima della fine del campionato mentre altri disertano i decisivi play-out contro il Viareggio.

## Organigramma societario
Dirigenza
- Presidente: carica vacante
- Direttore generale: carica vacante
- Socio di maggioranza: Eugenio Funari
- Segretario generale: carica vacante
- Addetto stampa: Valerio Caparelli
- Rapporti con la tifoseria: Marcello Spadafora
- Immagine e comunicazione: Vircillo e Succurro

Area tecnica prima squadra
- Allenatore: Luigi De Rosa
- Allenatore in 2^: Michele Napoli
- Preparatore dei portieri: Nicola Di Leo
- Preparatore atletico: Giuseppe Pincente
- Collaboratore tecnico: Luca Altomare
- Team manager: Andrea Gervasi
- Coordinatore area tecnica: Luca Bruni

Area medica
- Medico sociale:dott. Ippolito Bonofiglio e dott. Enrico Costabile

Settore giovanile
- D.G. e Responsabile: Andrea Cariola
- Allenatore Berretti: Antonio Germano
- Impianto sportivo: "Emilio Morrone" - Centro Sportivo Marca

Sponsor
- Sponsor istituzionale: Provincia di Cosenza
- Sponsor ufficiale: Caffè Aiello
- Sponsor tecnico: Onze

## Calciomercato
La rosa 2010-2011 registra soprattutto la partenza di Domenico Danti, finito al Siena in Serie B, mentre a fine agosto viene ceduto il difensore (ex capitano) Sandro Porchia (ingaggiato dal Bassano). Arrivano, poco alla volta, diversi giocatori come Diego Gabriel Raimondi (difensore, dal Perugia), Andrea Giacomini (centrocampista, dal Rimini), Adriano Fiore (centrocampista, dal Brindisi), Ayub Daud (attaccante, dalla Juventus), Oussama Essabr (attaccante, dalla Juventus), Fabio Mazzeo (attaccante, dal Frosinone), Mirko Martucci (centrocampista, dalla Spal), Tommaso Coletti (centrocampista, dal Pescara), Davide Matteini (attaccante, dal Rimini), Daniele Degano (attaccante, dal Crotone) e Wágner Fogolari (difensore, dal Gremio).
Il mercato di riparazione si apre il 3 gennaio 2011. Riguardo alle partenze vengono ceduti i seguenti calciatori: Giancarlo Petrocco, Alessandro Bernardi (in prestito con il diritto di riscatto della metà a giugno), Francesco De Rose (in comproprietà) e Mattia Gagliardi (in prestito) alla Reggina. Tommaso Coletti e Vito Di Bari entrambi all'Andria, Diego Gabriel Raimondi al Pisa, Stefano Fanucci alla Ternana, Ayub Daud (in prestito) al Gubbio, Wágner Fogolari (a titolo definitivo) al Modena, Fabio Mazzeo (in prestito) all'Atletico Roma ed infine Nikola Olivieri (a titolo definitivo) al Casale. Per quanto riguarda invece le entrate, arrivano in riva al Crati i seguenti calciatori: il portiere Pietro Marino (in prestito), il laterale Antonio Rizzo (a titolo definitivo) ed il difensore Kris Thackray (in prestito) dalla Reggina, il difensore Paolo Cotroneo (in prestito) dal Taranto, il centrocampista Francesco Evola (in prestito) dal Novara, il difensore Gennaro Scarlato (in prestito) dal Frosinone e il difensore Mariano Fernández (in prestito) dal Casale ed infine il centrocampista Antonio Aquilanti (in prestito) dal Pescara.

## Rosa
| N. |                        | Ruolo | Calciatore               |
| -- | ---------------------- | ----- | ------------------------ |
|    | Italia (bandiera)      | P     | Pietro Marino            |
|    | Italia (bandiera)      | P     | Antonio Emanuele Galeano |
|    | Italia (bandiera)      | P     | Francesco De Luca        |
|    | Italia (bandiera)      | P     | Giancarlo Petrocco       |
|    | Italia (bandiera)      | D     | Luca Chianello           |
|    | Brasile (bandiera)     | D     | Wágner Fogolari          |
|    | Italia (bandiera)      | D     | Gaetano Ungaro           |
|    | Italia (bandiera)      | D     | Vito Di Bari             |
|    | Italia (bandiera)      | D     | Alessandro Bernardi      |
|    | Argentina (bandiera)   | D     | Diego Gabriel Raimondi   |
|    | Inghilterra (bandiera) | D     | Kris Thackray            |
|    | Italia (bandiera)      | D     | Stefano Fanucci          |
|    | Italia (bandiera)      | D     | Antonio Aquilanti        |
|    | Italia (bandiera)      | D     | Simone Scarnato          |
|    | Italia (bandiera)      | D     | Emanuele Musca           |
|    | Italia (bandiera)      | D     | Gennaro Scarlato         |
|    | Argentina (bandiera)   | D     | Mariano Fernández        |

| N. |                    | Ruolo | Calciatore          |
| -- | ------------------ | ----- | ------------------- |
|    | Italia (bandiera)  | D     | Paolo Cotroneo      |
|    | Italia (bandiera)  | C     | Adriano Fiore       |
|    | Italia (bandiera)  | C     | Fabio Roselli       |
|    | Italia (bandiera)  | C     | Andrea Giacomini    |
|    | Italia (bandiera)  | C     | Antonio Rizzo       |
|    | Italia (bandiera)  | C     | Mirko Martucci      |
|    | Italia (bandiera)  | C     | Stefano Fiore       |
|    | Italia (bandiera)  | C     | Tommaso Coletti     |
|    | Italia (bandiera)  | C     | Francesco De Rose   |
|    | Italia (bandiera)  | C     | Francesco Evola     |
|    | Marocco (bandiera) | A     | Oussama Essabr      |
|    | Italia (bandiera)  | A     | Raffaele Biancolino |
|    | Italia (bandiera)  | A     | Daniele Degano      |
|    | Italia (bandiera)  | A     | Davide Matteini     |
|    | Italia (bandiera)  | A     | Mattia Gagliardi    |
|    | Somalia (bandiera) | A     | Ayub Daud           |
|    | Italia (bandiera)  | A     | Fabio Mazzeo        |
|    | Monaco (bandiera)  | A     | Nikola Olivieri     |